# Алипи Матеев
Алипи Николов Матеев е български математик, професор по геометрия.

## Биография
Алипи Матеев е роден на 17 май 1914 г. в с. Челопеч, Пирдопска околия (дн. Софийска област). Произхожда от учителско семейство със 7 деца – 3 момичета и 4 момчета, Алипи е шестото по ред дете в семейството. Името му идва от гръцки αλίποζ – безскръбен. Още на 6-годишна възраст сам се научава да чете и пише. Завършва прогимназия в Челопеч, където учител по математика му е Ч. Клисаров. Благодарение на него той избира математиката за свое жизнено поприще. Учението си продължава в Пирдопската смесена непълна гимназия, а после във Втора софийска мъжка гимназия.
През 1932 г. завършва гимназията с отличен успех. Печели конкурсен изпит и получава стипендия за 4-годишно следване. През годините 1932 – 1936 той следва и завършва физика с отличен успех, веднага след което в продължение на още една година (1936 – 1937) успешно полага и всички изпити по математика.
През есента на 1938 година заминава на специализация с френска стипендия по теория на функциите при прочутия тогава Пол Монтел в Париж. Специализацията му е прекъсната от началото на Втората световна война.
През пролетта на 1940 година се завръща в България и постъпва на работа в тогавашния Централен математически институт, където работи до 30 септември 1943 г. В началото на учебната 1943/1944 година професор Д. Табаков открива място за асистент по геометрия; Алипи Матеев, назначен за учител в Белоградчик, месец след това е командирован в Софийския университет, където води упражненията към катедрата по геометрия.
През септември 1944 г. той става редовен асистент в катедрата по геометрия, а от 1948 г. е и преподавател. От 1951 г. е редовен доцент по геометрия. Хабилитационната му работа е със заглавие „Върху някои въпроси от диференциалната геометрия на кривите и линейните повърхнини в елиптичното пространство“. През 1962 година става редовен професор по геометрия.
Главен редактор е на списание „Математика“.
През 1975 година е удостоен със званието Заслужил деятел на науката.

## Преподавателска дейност
Преподавателската дейност на Алипи Матеев е разнообразна. Като асистент води упражнения по всички геометрични дисциплини: аналитична, проективна, дескриптивна, диференциална и елементарна геометрия и по висш анализ и висша алгебра. Чете лекции по аналитична, проективна, дескриптивна, елементарна и диференциална геометрия на студенти математици, а за определено време и на физици. На студенти химици преподава диференциално и интегрално смятане.
Още през учебната 1953/55 година чете специален курс по аксиоматично синтетично изграждане на елиптичната геометрия. През 1960/62 г. чете специализиран курс по теория на външните форми на Е. Картан, с чиито работи се запознава по време на специализацията си в Париж.
През 1967/68 година прави специализация в Московския държавен университет в школата на големия съветски учен Г. Ф. Лаптев. След това до края на живота си той чете с малки прекъсвания спецкурсове (някои и в Пловдивския университет) по локална теория на групите на Ли, теория на външните форми и приложения в диференциалната геометрия.

Научните трудове на проф. Алипи Матеев се отнасят предимно до диференциалната геометрия на тримерните пространства, има и няколко научни труда от други области на математиката.

През кариерата си проф. Алипи Матеев заема редица ръководни постове. Ръководител е на катедрата по обща и приложна математика, на катедрата по методика на математиката, на сектора по математическо образование, на сектора по геометрия. Близо 10 години, с прекъсвания, той е заместник-декан и декан на Физико-математическия, а впоследствие на Математическия факултет на Софийския университет „Климент Охридски“. В продължение на няколко години е председател на Българското математическо дружество.

## Архивно наследство
Личният му архив се съхранява във фонд 2289 в Държавния архив в София. Той се състои от 39 архивни единици от периода 1937 – 1981 г. Предаден е на съхранение от съпругата му Мария Матеева.